# Corpus Christianorum

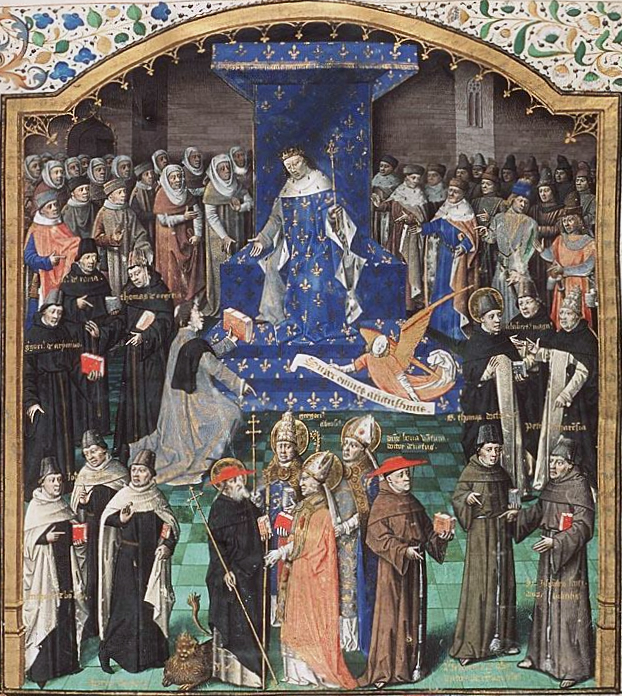
Karol V Mądry (1338-1380) w alegorycznym otoczeniu Ojców i Doktorów Kościoła. Iluminacja książki, mistrz francuski (iluminator), ok. 1475

Corpus Christianorum (CC) – naukowa kolekcja serii wydawniczych zapoczątkowana i prowadzona przez benedyktynów w Turnhout (Belgia), publikowana w wydawnictwie Brepols. Celem projektu jest wydanie, w ramach współpracy międzynarodowej, wszystkich pism chrześcijańskich, greckich i łacińskich, okresu od ojców Kościoła do schyłku średniowiecza. Każdy z tomów jako owoc studiów filologicznych i krytyki tekstualnej, bez komentarzy i tłumaczeń, ma służyć za narzędzie pracy dla mediewistów i patrologów.

## Historia
Początki Corpus Christianorum sięgają 1945 r., kiedy to Eligius Dekkers, mnich benedyktyński z opactwa Saint-Pierre de Steenbrugge, podjął się aktualizacji serii Patrologia Latina Migne'a. Początkowo planował zająć się jedynie okresem od Tertuliana do Bedy Czcigodnego.
Projekt rozpoczęto od wydawania przeglądu Sacris Erudiri. W 1951 r. o. Dekkers opublikował indeks wydań pism autorów patrystycznych Clavis Patrum Latinorum (CPL). Współpracownikami Dekkersa byli od początku tacy patrolodzy i uczeni specjalizujący się w studiach nad starożytnością chrześcijańską, jak J. de Ghellinck, J. Madoz, B. Capelle, C. Lambot. W roku 1970 wydano 50-ty tom. Było to krytyczne opracowanie De Trinitate Augustyna z Hippony. A w 2005 r. liczyła już ponad 300 tomów opublikowanych w ramach następujących serii.

## Serie podstawowe
- Corpus Christianorum, Series Latina (CCSL) lub (CCL) : łacińskie pisma chrześcijańskie okresu patrystycznego - pierwsze osiem wieków po Chr. 
  - Clavis Patrum Latinorum, podręczny indeks wydanych pism łacińskich Ojców.

- Corpus Christianorum, Continuatio Medievalis (CCCM) lub (CCM) : łacińskie pisma chrześcijańskie od epoki Karolingów do końca średniowiecza.
  - Clavis Patristica Pseudepigraphorum Medii Aevii podręczny indeks wydanych średniowiecznych pism łacińskich.
  - Clavis Scriptorum Latinorum Medii Aevi : Auctores Galliae, podręczny indeks wydanych średniowiecznych galijskich pism łacińskich.
  - Lexica Latina Medii Aevi : Nouveau Recueil des Lexiques Latin-Français du Moyen Age - słownik leksykograficzny łacińsko-francuski.

- Corpus Christianorum, Series Graeca (CCSG) lub (CCG) : greckie pisma chrześcijańskie, zasadniczo od Soboru nicejskiego (325).
  - Clavis Patrum Graecorum, podręczny indeks wydanych pism greckich Ojców.
  - Corpus Nazianzenum : pisma Grzegorza z Nazjanzu.

- Corpus Christianorum, Series Autographa
  - Autographa Medii Aevi (CCAMA) : średniowieczne rękopisy łacińskie.

- Corpus Christianorum, Series Apocryphorum (CCSA) : apokryficzna literatura biblijna.

- CETEDOC Library of Christian Latin Texts (CLCLT) - od października 2001 zmienione na Cetedoc Library of Latin Texts (LLT)[2]: CCSL et CCCM w wydaniu cyfrowym. Ostatnia wersja zawiera ok. 50 milionów słów, obejmując okres klasyczny od Liwiusza Andronikusa aż do XX wieku, z dokumentami Soboru Watykańskiego II włącznie. Częściowo obejmuje także tomy wydane w ramach Corpus Scriptorum Ecclesiasticorum Latinorum, Sources chrétiennes, Patrologia Latina Migne'a, Acta sanctorum, Analecta Hymnica Medii Aevi.

## Serie pomocnicze
W ramach Corpus Christianorum wydane zostały także:
- Corpus Christianorum, Studia
  - Bibliotheca Basiliana Universalis
  - Hagiografie
  - Lingua Patrum

- Leksykografia
  - Thesaurus Patrum Latinorum
  - Thesaurus Patrum Latinorum Supplementum
  - Thesaurus Patrum Graecorum
  - Thesaurus Patrum Latinorum, Instrumenta Lexicologica Latina

- Sacris Erudiri, periodyk.